# Dicrania hirtipes
Dicrania hirtipes är en skalbaggsart som beskrevs av François Louis Nompar de Caumont de Laporte 1832. Dicrania hirtipes ingår i släktet Dicrania och familjen Melolonthidae. Inga underarter finns listade i Catalogue of Life.